# NGC 7086
NGC 7086 (również OCL 214) – gromada otwarta znajdująca się w gwiazdozbiorze Łabędzia. Odkrył ją William Herschel 21 września 1788 roku. Jest położona w odległości ok. 4,2 tys. lat świetlnych od Słońca.